# Oost-Aziatische voetbalbond
De Oost-Aziatische voetbalbond is een voetbalbond voor Oost-Aziatische landen. De afkorting van deze voetbalbond is EAFF (East Asian Football Federation). De bond organiseert verschillende toernooien en is opgericht op 28 mei 2002. Het hoofdkantoor staat in Tokio, dat ligt in Japan. De voorzitter is Chung Mong-gyu.

## Leden
Er zijn tien landen lid van deze voetbalbond. De Noordelijke Marianen was voorlopig lid tussen 2006 en 2008.
| Land                 | Lid vanaf | Nationale bond              |
| -------------------- | --------- | --------------------------- |
| China                | 2002      | Chinese voetbalbond         |
| Guam                 | 2002      | Guamese voetbalbond         |
| Hongkong             | 2002      | Hongkongse voetbalbond      |
| Japan                | 2002      | Japanse voetbalbond         |
| Macau                | 2002      | Macause voetbalbond         |
| Mongolië             | 2002      | Mongolische voetbalbond     |
| Noord-Korea          | 2002      | Noord-Koreaanse voetbalbond |
| Noordelijke Marianen | 2008      | Mariaanse voetbalbond       |
| Chinees Taipei       | 2002      | Taiwanese voetbalbond       |
| Zuid-Korea           | 2002      | Zuid-Koreaanse voetbalbond  |

## Voorzitters
| Voorzitter       | Periode   |
| ---------------- | --------- |
| Shunichiro Okano | 2002–2005 |
| Chung Mong-joon  | 2006      |
| Xie Yalong       | 2006–2007 |
| Junji Ogura      | 2008–2010 |
| Cho Chung-yun    | 2011–2012 |
| Chung Mong-gyu   | 2013      |
| Zhang Jian       | 2014–2015 |
| Kozo Tashima     | 2016–2017 |
| Chung Mong-gyu   | 2018–     |

## Toernooien
- Oost-Aziatisch kampioenschap voetbal, een toernooi voor de nationale mannen- en vrouwenelftallen.